# Just Like Heaven
«Just Like Heaven» (с англ. — «Точно как в раю») — песня британской альтернативной рок-группы The Cure, записанная в 1987 году во Франции и выпущенная в том же году в качестве третьего сингла с альбома Kiss Me, Kiss Me, Kiss Me. Продюсерами композиции выступили Дэвид Аллен и фронтмен группы Роберт Смит.
Музыкальная составляющая песни основана на гитарном риффе, который появляется на протяжении всей композиции. Текст написал вокалист Роберт Смит, вдохновившись поездкой на море со своей будущей женой. Воспоминания о поездке легли в основу музыкального клипа к песне, который был снят в октябре 1987 года. Прежде чем Смит закончил текст, инструментальная версия трека была использована в качестве темы французского телешоу Les Enfants du Rock.
Песня оказалась коммерчески успешной и была высоко оценена критиками; издательство Rolling Stone включило пластинку в свой список «500 величайших альбомов всех времен», а Entertainment Weekly — в «50 величайших песен о любви». В 1998 году сингл стал первым хитом The Cure, попавшим в 40 лучших песен в американском хит-параде журнала Billboard. На композицию было сделано множество кавер-версий.  Большинство изданий сходятся во мнении, что «Just Like Heaven» является лучшим треком The Cure; сам Смит считает её лучшей поп-песней и одним из сильнейших произведений группы.

## История и запись
Для того, чтобы создать материал для Kiss Me, Kiss Me, Kiss Me, Смит заставлял себя писать музыку по пятнадцать дней каждого месяца. В таком режиме работы он придумал аккорды и мелодию, впоследствии сформировавшие песню «Just Like Heaven». Позже Смит осознал, что то, что он написал, по структуре было очень похоже на «Another Girl, Another Planet» — хит группы The Only Ones 1979 года выпуска. Когда он принёс инструментальную демоверсию песни на звукозаписывающую студию, барабанщик группы Борис Уильямс ускорил темп композиции и добавил барабанное вступление, которое вдохновило Смита вводить в песню каждый инструмент отдельно, по очереди.
Когда французское телевизионное шоу Les Enfants du Rock попросило у The Cure сочинить им вступительную композицию, Смит предложил им инструментальную версию песни. Как он пояснил, «это позволило бы миллионом европейцев ознакомиться с песней ещё до того, как она была бы выпущена». Он завершил написание текста когда группа переехала в Studio Miraval, расположенную в Ле-Вали (регион Прованс — Альпы — Лазурный Берег). Группа быстро закончила песню, и Смит признал, что она является самым очевидным кандидатом на сингл из всех записанных за те две недели, что они провели в Miraval.

## Музыка и текст
«Just Like Heaven» написана в ля-мажорной тональности и содержит аккордовую прогрессию A-E-Bm-D, повторяющуюся всю песню, за исключением припева, где группа играет последовательность F♯m-G-D. Основной хук трека формируется из нисходящего гитарного риффа, играющегося между куплетами композиции, в бриджах и в последнем куплете. Гитарная партия противопоставляется перегруженным ритм-гитарам.
Композиция записана в жанрах пост-панк и новая волна и имеет элементы готик-рока и поп-музыки. По словам Смита, текст песни о гипервентиляции, о падении в обморок от поцелуев. Лирика песни была вдохновлена поездкой с его тогдашней девушкой (а впоследствии — женой) Мэри Пул в Бичи-Хед на южном побережье Англии. Смит пояснил, что первая строчка песни («Show me, show me, show me how you do that trick») основана на его детских воспоминаниях о фокусах, но добавил, что она также «о фокусах соблазнения, относящихся к значительно более поздним периодам моей жизни».

## Приём
| Оценки критиков | Оценки критиков |
| Источник        | Оценка          |
| --------------- | --------------- |
| Cashbox         | без оценки      |
| Music Week      | без оценки      |
| Record Mirror   | без оценки      |
| Smash Hits      | без оценки      |

Композиция «Just Like Heaven» была выпущена в качестве третьего сингла с альбома Kiss Me Kiss Me Kiss Me 5 октября 1987 года. В обзоре журнала Melody Maker, Дэвид Стаббс описывал песню как «яркую» и «безукоризненную», при этом добавив, что при её прослушивании его «лицо становится зелёным, будто он съел слишком много трюфелей». Композиция стала одиннадцатым хитом The Cure, попавшим в британский хит-парад Топ-40, и оставалась в нём пять недель в течение октября и ноября 1987 года при наивысшей позицией 29. В США «Just Like Heaven» стала первой песней секстета, попавшей в Топ-40 английских хитов, когда в январе 1988 года она неделю продержалась на сороковом месте в чартах Billboard Hot 100.
Стивен Томас Эрлевайн из AllMusic писал: «„Just Like Heaven“ достаточно запоминаема и помогает альбому [Kiss Me, Kiss Me, Kiss Me] стать одним из лучших дисков группы». Нед Раджетт, также из AllMusic, писал, что песня «мгновенно заседает в память и искрится грубой энергией; … она является прекрасным примером чутья Роберта Смита на тоскливые, романтичные номера. Основная гитарная партия, нежно звенящая мелодия, прекрасно контрастирует с перегруженными ритм-гитарами, имеющие более нечёткий звук, в то время как бас Саймона Гэллапа и сильные, непосредственные ударные Бориса Уильямса составляют превосходное вступление к композиции». Барри Уолш из журнала Slant Magazine промолвил: «The Cure находится на вершине своей игры в звёздной песне под названием „Just Like Heaven“. Блестящие нисходящие гитарные партии, пульсирующая басовая партия Гэллапа и властный стук Уильямса обрамляют типично влюблённую лирику Смита, в результате чего получился лучший трек коллектива и один из лучших поп-синглов конца 80-х годов».

## Признание
Хотя более поздние синглы «Lovesong» и «Friday I’m in Love» достигли более высоких позиций в чартах, «Just Like Heaven» заработала бешеную популярность в Америке и была описана, по американским меркам, как «единственная „кьюровская“ песня, которая обязана понравиться каждому». Песня дала название фильму 2005 года «Между небом и землёй» (англ. Just Like Heaven). В 2004 году журнал Rolling Stone поставил песню на четыреста восемьдесят третье место в своём списке «500 величайших песен всех времён по версии журнала Rolling Stone», на четыреста восемьдесят восьмое в 2010 году и на сто восьмое в 2021 году. В 2005 году журнал Entertainment Weekly поставил «Just Like Heaven» на двадцать пятое место в списке «50 величайших песен о любви» (англ. The 50 Greatest Love Songs), заявив: «Оказывается, парни, которые красят глаза черной подводкой, могут быть счастливы». В следующем году песня попала на двадцать второе место в списке ста лучших песен восьмидесятых (англ. 100 Greatest Songs of the 80s) телеканала VH1. Большинство изданий сходятся во мнении, что «Just Like Heaven» является лучшей песней The Cure.
Сам Роберт Смит говорил, что он считает «Just Like Heaven» одной из сильнейших работ группы, и назвал её «лучшей поп-песней, когда либо созданной The Cure». Несколько известных фанатов выразили признательность песне. Музыкант Бен Фолдс сказал в интервью журнала Blender, что «все в ней [в композиции] написание песен, музыка — всё соответствует уровню искусства. Это настолько хорошо, насколько это возможно. Каждый раз, когда я слышу это по радио или на микстейпе, я прыгаю, как урод». Джей Маскис сказал, что привязанность его группы Dinosaur Jr. к этой песне вдохновила их на запись кавер-версии, выпущенная годом позже. 16 июля 2006 года «Just Like Heaven» прозвучала как звонок тревоги для шаттла Дискавери на рейсе STS-121 по просьбе семьи астронавта Пирса Селлерса; Селлерс сказал центру управления полетами, что песня напомнила ему «дикие, счастливые, пьянящие годы моей юности». «Just like Heaven» широко использовалась в качестве трека воспроизведения в десятом эпизоде сериала телевизионной драмы BBC «Новые трюки» «Речь королевы», которая транслируется в понедельник, 20 октября 2014 года.

### Итоговые списки
| Издатель             | Год  | Название                           | Позиция | Источник |
| -------------------- | ---- | ---------------------------------- | ------- | -------- |
| Billboard            | 2019 | «40 лучших песен The Cure»         | 1       | [ 25 ]   |
| Entertainment Weekly | 2005 | «50 величайших песен о любви»      | 25      | [ 5 ]    |
| Loudwire             | 2012 | «Топ 10 песен Cure»                | 1       | [ 26 ]   |
| Mojo                 | 2023 | «30 величайших песен The Cure»     | 4       | [ 32 ]   |
| NME                  | 2019 | «10 лучших песен The Cure»         | 1       | [ 27 ]   |
| Pitchfork            | 2015 | «200 лучших песен 1980-х»          | 12      | [ 9 ]    |
| PopMatters           | 2021 | «10 лучших песен The Cure о любви» | 1       | [ 33 ]   |
| Rolling Stone        | 2023 | «200 лучших песен 1980-х»          | 13      | [ 34 ]   |
| Rolling Stone        | 2016 | «10 лучших песен Cure»             | 3       | [ 35 ]   |
| Rolling Stone        | 2004 | «500 величайших песен всех времен» | 483     | [ 3 ]    |
| Rolling Stone        | 2010 | «500 величайших песен всех времен» | 488     | [ 4 ]    |
| Rolling Stone        | 2021 | «500 величайших песен всех времен» | 108     | [ 4 ]    |
| Spin                 | 2006 | «100 лучших песен 80-х»            | 22      | [ 24 ]   |
| The A.V. Club        | 2023 | «30 величайших песен The Cure»     | 10      | [ 14 ]   |
| The Ringer           | 2023 | «50 лучших песен The Cure»         | 1       | [ 28 ]   |
| Uproxx               | 2023 | «Лучшие песен The Cure»            | 1       | [ 29 ]   |

## Видеоклип
Режиссёром клипа «Just Like Heaven» стал Тим Поуп, снявший все предыдущие ролики группы, начиная с «Let’s Go to Bed» 1982 года. Он был снят на английской студии Pinewood Studios в октябре 1987 года. На скале с видом на море клип воссоздаёт множество воспоминаний, отражённых в тексте песни. Когда фэнзин спросил у Смита, в чём смысл песни, он ответил, что она была вдохновлена «чем-то, что произошло со мной давным-давно — посмотрите видеоклип!». Несколько лет Смит заявлял, что клип был снят в том же месте, которое и вдохновило его на песню, хотя затем признал, что большая его часть была снята в студии, с использованием кадров моря и скал Бичи-Хеда, полученных во время съёмки клипа для песни «Close to Me» 1985 года.
Во время фортепианного соло на небе наступает ночь и группа оказывается одетой в белые рубашки. В это время появляется Мэри Пул — женщина, одетая в белое, танцующая со Смитом. Как пояснил Смит, «Мэри танцует со мной в видеоклипе, потому что она была той девушкой из песни, так что это была просто обязана быть она». Поуп позже отметил: «Пул может честно претендовать на звание единственной когда-либо представленной женщины в клипах The Cure».

## Кавер-версии
На «Just Like Heaven» вышло множество кавер-версий, в том числе записи на испанском, французском и немецком.
Кэти Мелуа записала свою интерпретацию трека для фильма 2005 года «Между небом и землёй», который также был включен в её альбом Piece by Piece того же года. Этот кавер также был выпущен в Великобритании на двойном сингле вместе с песней «I Cried for You» в конце 2005 года, а в США в 2006 году стал хитом на радиостанции, вещающей adult contemporary music. В 2007 году группа «Элвин и бурундуки» записала свой вариант песни для одноимённой видеоигры. В октябре 2022 года вокалист гранж-группы Pearl Jam, Эдди Веддер, спел «Just Like Heaven» на совместном концерте с супергруппой The Earthlings.
Своим любимым кавером Роберт Смит считает версию, записанную американской альтернативной рок-группой Dinosaur Jr., которая была выпущена в качестве сингла в 1989 году (в США — в 1990 году). Версия Dinosaur Jr. играется в ускоренном относительно оригинала темпе и демонстрирует громкое и «тяжёлое» звучание группы. Фронтмен группы, Джей Маскис, пояснил: «мы записывали её для альбома-сборника, но когда мы её закончили, она нам так понравилась, что мы не захотели отдавать её альбому». Смит вспоминал: «Джей Максис прислал мне кассету, и она была такой страстной. Это была фантастика. Я никогда не испытывал такой реакции на кавер — ни до, ни после». Смит даже признал, что кавер «повлиял на то, как мы исполняем песню вживую».

## Участники записи
The Cure:
- Роберт Смит — вокал, двенадцатиструнная гитара
- Порл Томпсон[англ.] — электрогитара
- Саймон Гэллап — бас-гитара
- Борис Уильямс[англ.] — ударные
- Лол Толхерст — семплер
- Роджер О’Доннелл — клавишные

## Варианты изданий сингла
7" — Fiction / Fics 27 (UK):
1. «Just Like Heaven» [edited remix] (3:17)
2. «Snow in Summer» (3:26)

7" — Polydor / 887-104-7 (FR):
1. «Just Like Heaven» [remix] (3:17)
2. «Snow in Summer» (3:26)

7" — Elektra / 7 69443 (U.S.):
1. «Just Like Heaven» [edited remix] (3:17)
2. «Breathe» (4:47)

7" — Polydor / 887 104-7 (FR):
1. «Just Like Heaven» (3:17)
2. «Breathe» (4:47)

12" — Fiction / Ficsx 27 (UK):
1. «Just Like Heaven» [remix] (3:29)
2. «Snow in Summer» (3:26)
3. «Sugar Girl» (3:14)

- Также выпущена на CD

12" — Elektra / 0 66793 (U.S.):
1. «Just Like Heaven» [remix] (3:29)
2. «Breathe» (4:47)
3. «A Chain of Flowers» (4:55)

## Позиции в хит-парадах
| Хит-парад (1987—1988)                              | Высшая позиция | Пребывание |
| -------------------------------------------------- | -------------- | ---------- |
| Австралия (Kent Music Report)                      | 89             | нет данных |
| Великобритания (UK Albums Chart)                   | 29             | 5 недель   |
| Ирландия (Irish Singles Chart)                     | 15             | 3 недели   |
| Испания (PROMUSICAE)                               | 25             | нет данных |
| Нидерланды (Single Top 100)                        | 82             | 4 недели   |
| Новая Зеландия (Recorded Music NZ)                 | 31             | 4 недели   |
| США (Billboard Hot 100)                            | 40             | 19 недель  |
| США (Billboard Hot Dance Music/Club Play)          | 28             | 7 недель   |
| США (Billboard Hot Dance Music/Maxi-Singles Sales) | 27             | 7 недель   |
| Франция (SNEP)                                     | 33             | 9 недель   |

## Сертификация
| Страна                                                                                         | Статус  | Продажи |
| ---------------------------------------------------------------------------------------------- | ------- | ------- |
| Великобритания                                                                                 | Золотой | 400 000 |
| означает, что данные о партиях продаж и потоковых трансляций основанные только на сертификации |         |         |

## Комментарии
1. 1 2  Место в чате указано для ремикс-версии песни.